# 橫濱國立大學
橫濱國立大學（日语：／ Yokohama Kokuritsu Daigaku）是位於日本神奈川縣橫濱市的國立大學，是所有日本國立大學中唯一冠有「國立」兩字者。簡稱為「橫濱國大」、「橫國」、「YNU」。拥有约1000名教职工和约10000名学生，其中，本科学生约7500人，研究生约2500人。（截止2011年5月）
因沒有醫學部和農學部等生命研究學科和音樂美術等藝術學科，在各大學排行榜上排名偏後，但橫濱國立大學的建築學科及其大學院Y-GSA （页面存档备份，存于）尤為著名，是日本唯一一個以培養建築家為目的的大學院。著名建築家北山恆、山本理顯、妹島和世、小嶋一浩、西沢立衛、藤原徹平、大西麻貴都在此任教或者曾任教。伊東豐雄、隈研吾、石上純也 （页面存档备份，存于）、千葉學 （页面存档备份，存于）、青木淳 （页面存档备份，存于）等建築家也會作為客援教授或講師出場。

Nigel Ward 日本大學排名：第27位（研究經費·論文引用率·入學難易度·聲望）（2014年）
QS 日本大學排名：第15-20位

在2021年日本经济新闻社和日经HR实施的“企业人事负责人的印象调查”(以全上市企业和部分有力未上市企业4,850家公司的人事负责人为对象，从2019年4月到2021年3月期间录用学生对大学的印象等的调查)中，横滨国立大学在“全国综合”中788所大学中排名第6位。2022年“全國綜合”第4位。2023年”全國綜合”第2位。 （ 注：該調查回答率約為15%，約為800社。）

## 校名由來
1949年設校之初，預備合併設立的國立大學將更名為「橫濱大學」，但同時間在橫濱地區，舊「橫濱市立經濟學院」和舊「私立橫濱學院」也正在重組成為新設大學。一時之間，三所學校都申請完全相同的大學名稱：「橫濱大學」，造成地區大學的代表性問題。
為解決校名的重合，決定由新設校的三方共同討論適當的名稱區隔。在該次討論中，各新設校都同意，各校不得使用「橫濱大學」的名稱。依據這個原則，橫濱市立經濟大學的繼任學校決定使用「橫濱市立大學」的名稱，橫濱學院的繼任學校則使用「神奈川大學」的名稱。至於新的國立大學則決定使用「橫濱國立大學」的名稱，因此成為全日本國立大學中，唯一在校名中冠上「國立」的學校。

## 基本發展理念
2004年，橫濱國立大學轉變成為國立大學法人，在「橫濱國立大學憲章」中訂下學校發展理念。基本哲學是在培養學生具有歷史觀的精神，提倡知識在社會關係中的「實用」，鼓勵新的嘗試與追求「進步」，敞開校園大門走向「開放」，並促進與外部交流的「國際性」。橫濱國立大學在這些理念下，將發展成為21世紀學術研究和教育領域中的一所大學。

## 歷史
- 1949年 横滨经济专门学校(二战前为横滨高等商业学校，成立于1923年)・横滨工业专门学校(二战前为横滨高等工业学校，成立于1920年)・神奈川师范学校（成立于1876年）・神奈川青年师范学校（成立于1920年）合并而成新制横滨国立大学，设立学艺学部・经济学部・工学部
- 1966年 学艺学部改称教育学部
- 1967年 改组经济学部，分离成经济学部・经营学部
- 1972年 大学院硕士课程经济学研究科和经营学研究科设立
- 1974年 统合各地的校区，搬迁至保土ヶ谷，设立保土ヶ谷校区
- 1979年 工学部搬迁至保土ヶ谷校区，大学院硕士课程教育学研究科设立
- 1990年 大学院硕士课程国际经济法学研究科设立
- 1994年 大学院博士课程后期国际开发研究科设立
- 1996年 东京学艺大学大学院联合学校教育学研究科设立
- 1997年 教育学部改组为教育人类科学部
- 1999年 经济学研究科、经营学研究科、国际经济法学研究科、国际开发研究科统合成国际社会科学研究科
- 2001年 工学研究科改组为工学研究院・工学府。设立环境信息研究院・环境信息学府
- 2004年 国际社会科学研究科设立法曹实务专业（法科大学院）
- 2011年 教育人类科学部及工学部改组，设立理工学部。大学院教育学研究科改组，设置大学院都市创新研究院、都市创新学府(博士课程前期、博士课程后期)。
- 2013年 废除国际社会科学研究科，设立国际社会科学研究院、国际社会科学府(博士课程)。
- 2017年 设置都市科学部。教育人间科学部改组为教育学部。在大学院教育学研究科设置了高级教职实践专业(教职研究生院)。
- 2018年 大学院工学府改组，设立理工学府。大学院环境信息学府改组。大学院国际社会科学府法曹实务专业(法科研究生院)在2019年度后招生停止。
- 2021年 作为国际社会科学府、理工学府、环境信息学府、都市创新学府的联动课程实施基本组织，开设了先进实践学环(硕士课程)。

## 主要校区
- 常盘台校区  
  - 神奈川县横滨市保土谷区常盤台79-1。
- 港未来校区  
  - 横滨国立大学横滨商业学校在2004年、横滨Land-Mark Tower设立。开设MBA夜间科目。
- 注：其位於鎌倉等地區的各個老校區現為其教育學部附屬中小學。

## 学部
- 教育學部
- 经济学部
- 经营学部
- 理工学部
- 都市科學部

## 大学院
- 教育学研究科
  - 教育实践专业(硕士课程)(教育学研究科改组后于2011年4月设置)

- -     - 教育设计课程

- -     -       - 专业领域:临床教育、教育学、心理学、日语教育、国语、英语、社会、数学、理科、技术、家政、音乐、美术、保健体育

- -     - 特别支援·临床心理课程
      - 特别支援教育专业
      - 临床心理学专业

- - 高度教职实践专业(专业学位课程(教职研究生院)，2017年4月设置)

- 国际社会科学府(国际社会科学研究科改组后于2013年4月设置)

- - 经济学专业(博士课程前期、后期)
  - 经营学专业(博士课程前期、后期)
    - 横滨商学院(经营学专业社会人专修课程、经营研究生院)

  - 国际经济法学专业(博士课程前期、后期)
  - 法曹实务专业(专业学位课程、法科研究生院)※2019年度停止招生

- 国际社会科学研究院(国际社会科学研究科改组后于2013年4月设立)
  - 国际社会科学部门

- 理工学府(博士课程前期、博士课程后期)(工学府改组后2018年4月设置)
  - 机械、材料、海洋系工程专业
  - 机械工程领域
  - 材料工程领域
  - 海洋空间领域
  - 航空宇宙工程领域(仅前期)
  - 化学、生命系理工学专业
    - 化学领域
      - 应用化学领域
      - 能源化学领域(仅前期)

    - 化学应用、生物技术领域

  - 数物、电子信息系理工学专业
    - 数学领域
    - 物理工程领域
    - 应用物理领域
    - 信息系统领域
    - 电气电子网络领域

- 工学府(博士课程前期、博士课程后期)(由于理工学府改组，2018年度以后停止招募)
  - 机能发现工程专业
    - 尖端物质化学课程
    - 物质和能源的创造工程课程

  - 系统综合工程专业
    - 机械系统工程课程
    - 海洋宇宙系统工程课程

  - 材料设计工程课程
    - 物理信息工程专业
    - 电气电子网络课程

  - 物理工程课程

- 工学研究院
  - 功能创造部门
  - 系统创造部门
  - 智力结构的创造部门

- 环境信息学府(博士课程前期、博士课程后期)

```
从2018年度入学的学生开始
```

- - 人工环境专业
    - 安全环境工程项目
    - 环境学项目
    - 社会环境项目

  - 自然环境专业
    - 生态学项目
    - 地球科学项目
    - 环境学术项目

  - 信息环境专业
    - 信息学项目
    - 数理科学项目
    - 信息学术项目

```
到2017年度入学学生为止
```

- - 环境生命学专业
    - 地球环境路线(前期)
    - 生命环境课程(前期)

  - 环境系统学专业
    - 材料系统课程(前期)
    - 系统设计课程(前期)

  - 信息媒体环境学专业
    - 信息媒体学课程(前期)
    - 环境数理分析学课程(前期)

  - 环境创新管理专业
  - 环境风险管理专业
    - 生命环境管理课程(前期)
    - 安全管理课程(前期)

- 环境信息研究院
  - 自然环境和信息部门
    - 领域:环境生态学、环境管理学、分子生命学、环境基因工程、生命适应系统学(合作领域)、实践环境安全学(合作领域)

  - 人工环境和信息部门
    - 领域:循环材料学、和谐系统学、数理分析学、安全管理学、医用信息学(合作领域)

  - 社会环境和信息部门
    - 领域:信息媒体学、技术开发学、环境社会系统学、环境社会工程(合作领域)

- 都市创新学府

- - 建筑都市文化专业

- -     - 建筑都市文化课程
      - 建筑系
      - 都市文化系Y-GSC论文课程

    - 建筑都市设计课程Y-GSA
    - 横滨都市文化课程Y-GSC

- - 都市地区社会专业
    - 都市地区社会课程
      - 地域社会系 人文社会领域
      - 都市基盤系

    - 国际基盤学课程

- - 都市创新专业
    - 都市创新研究院
    - 都市创新研究部门

- 先进实践学环(硕士课程)

- 联合学校教育学研究科(博士课程，由东京学艺大学、埼玉大学、千叶大学、横滨国立大学组成)

## 知名校友
- 相泽益男 - 东京工业大学校长
- 藤嶋昭 - 东京理科大学校长，光触媒的发现者，諾貝爾化學獎候選人
- 相田卓三 - 諾貝爾化學獎候選人
- 秋庭俊 - 记者
- 岩井俊二 - 电影导演
- 小山和伸 - 经济学者、神奈川大学教授
- 阪本顺治 - 电影导演（肄业）
- 稻叶浩志(B'z)-歌手
- 相川梨绘 – 共同电视台主持人
- 川本喜八郎 – 动画作家
- 北川智规 – 棒球投手
- 加藤雅也 - 演员
- 菊池育夫 – 北海道新闻社长
- 黑木香 – AV女优（肄业）
- 小滨逸郎 - 评论家
- 坂口博信 – 游戏设计者，“最终的幻想”作者（肄业）
- 贞广正 - 日本肯德基董事长社长
- 樱井真一郎 – 汽车工程师、日产汽车设计者
- 泽木耕太郎 – 纪实文学作家
- 高桥源一郎 - 小说家（肄业）
- 镇西清高 - 地质学者、古生物学者
- 西岛秀俊 - 演员
- 西澤立衛 -建築師
- 长谷川至 – 山葉發動機社长
- 林明子 - 绘本作家
- 蛭田史郎 - 旭化成社长
- 高树千佳子 – 艺人
- 真锅香織 – 艺人
- 山下和美 – 漫画家
- 富川悠太 – 朝日電視台播音員
- 富田宪子 – 日本放送主持人
- 篠崎繪里子 – 編劇
- 望公太 – 輕小說作家